# Verbascum nudicaule
Verbascum nudicaule är en flenörtsväxtart som först beskrevs av Wydler, och fick sitt nu gällande namn av Armen Tachtadzjan. Verbascum nudicaule ingår i släktet kungsljus, och familjen flenörtsväxter. Inga underarter finns listade i Catalogue of Life.